# Estación de Plaza de Cataluña

Localización de los diferentes sistemas de transporte en la plaza

Barcelona-Plaza de Cataluña (Rodalies de Catalunya y FGC) o Cataluña (Metro) (respectivamente; Barcelona-Plaça de Catalunya y Catalunya en catalán y oficialmente) es un intercambiador ferroviario multimodal situado bajo la plaza de Cataluña en Barcelona. Es cabecera del bloque de líneas FGC que forman la línea Barcelona-Vallés, es punto de enlace de las líneas 1 y 3 de Metro de Barcelona, y pasan por ella 5 líneas de Rodalies de Catalunya, las 4 líneas de cercanías R1, R3, R4 y RG1. En superficie pasan un gran número de líneas de autobús de TMB, Aerobús e interurbanos. El intercambiador ocupa prácticamente todo el subsuelo de la plaza, y está dotado de zonas comerciales. La estación tuvo en 2018 un tráfico total de 12 649 538 de pasajeros, de los cuales 6 643 808 corresponden a servicios urbanos y 6 005 730 al Metro del Vallés.

## Historia
- 1863: Al derribarse las murallas de la ciudad, existía en superficie el Ferrocarril de Gracia que llevaba a Gracia, San Gervasio y Sarriá, entonces municipios separados de Barcelona. Esta línea fue el inicio del bloque líneas del Vallés, explotadas actualmente por FGC.
- 1905: El 26 de octubre se completa la electrificación del tramo Plaza de Cataluña-Sarriá (al que pertenece la estación) y se cambia el ancho de la vía a internacional estándar (1435 mm), por lo que fue la primera línea en España en electrificarse.[4]
- 1924: apertura de los andenes de la línea 3 de Metro de Barcelona.
- 1926: apertura de los andenes de la línea 1 de Metro de Barcelona.
- 1928: cierre temporal para la construcción del túnel entre esta estación y la de Arco de Triunfo.
- 1929: soterramiento de la línea ferroviaria bajo la calle Balmes con la inauguración de la terminal subterránea de FGC de las líneas del Metro del Vallés.
- 1936: El estallido de la Guerra Civil en 1936 dejó la estación en zona republicana. En la práctica el control recayó en los comités de obreros y ferroviarios.[nota 1] Con el final de la guerra, se devolvió la gestión de la línea y la infraestructura a sus propietarios.
- 1941: La línea no pasa a manos de RENFE por no ser de ancho ibérico (1672 mm), por lo que FSB pudo conservar la propiedad de la línea.
- 1971-1972: con el soterramiento de las líneas de Renfe dentro del casco urbano de Barcelona construyendo un túnel entre Sants y esta estación se ubicaron las vías de Cercanías Renfe paralelas a la estación de línea 1 en el centro, quedando así cuatro vías de las que las dos centrales con andén central son de cercanías y las laterales con su andén de metro. Poco después de esta obra se crearía la red de cercanías y la estación pasaría a ser intermodal metro-cercanías-ferrocarril autonómico-autobús.

## Servicios ferroviarios
En este intercambiador multimodal se encuentran todos los modos de transporte ferroviarios existentes en Barcelona a excepción del tranvía. El plano de las líneas del Vallés se puede descargar del siguiente enlace. El plano integrado de la red ferroviaria de Barcelona, en este enlace.

### Metro de Barcelona (TMB)
En la estación se cruzan dos líneas de metro explotadas por TMB, estando orientadas entre sí de forma casi perpendicular.
| << cabecera           | < estación  | línea | estación >      | cabecera >>   |
| --------------------- | ----------- | ----- | --------------- | ------------- |
| Hospital de Bellvitge | Universidad |       | Urquinaona      | Fondo         |
| Zona Universitària    | Liceu       |       | Paseo de Gracia | Trinitat Nova |

### Ferrocarriles de la Generalidad de Cataluña
La estación terminal de FGC se encuentra situada en el extremo sur de la plaza, cerca de la estación de la línea 3 de metro, y enfila hacia la Rambla de Cataluña y la calle Balmes mientras que la línea 3 enfila hacia el Paseo de Gracia, pero ambas discurren más o menos paralelas.
| << cabecera | < estación | Línea                       | estación > | cabecera >> |
| ----------- | ---------- | --------------------------- | ---------- | ----------- |
| Terminal    | Terminal   |                             | Provenza   | Sarriá      |
| Terminal    | Terminal   | Avenida Tibidabo            | Provenza   |             |
| Terminal    | Terminal   | Tarrasa-Naciones Unidas     | Provenza   |             |
| Terminal    | Terminal   | Sabadell - Parque del Norte | Provenza   |             |

### Rodalies de Catalunya
La estación de Rodalies se orienta de norte a sur de la plaza paralela a los andenes de la línea 1 de Metro. De hecho ambas se construyeron así a propósito conformando un gran espacio diáfano bajo la plaza y facilitando el transbordo entre ambas. De alguna manera comparten trazado entre esta estación y Arco de Triunfo.
Son pocos los trenes de los servicios regionales que aquí paran comparados con los trenes de cercanías, que llegan a pasar cada 4 minutos en hora punta con destinos muy diversos.
| << cabecera                                                                                          | < estación | línea | estación >      | cabecera >> |
| --- | ---------- | ----- | --------------- | --- |
| Cercanías de Barcelona                                                                               |            |       |                 | |
| Molins de Rey Hospitalet                                                                             | Sants      |       | Arco de Triunfo | Mataró Arenys de Mar Calella Blanes Massanet-Massanas                                                               |
| Hospitalet                                                                                           | Sants      |       | Arco de Triunfo | Granollers-Canovellas La Garriga Vich - Regional cadenciado>> Ripoll / Ribas de Freser Puigcerdá / Latour-de-Carol1 |
| San Vicente de Calders Villafranca del Panadés Martorell Hospitalet                                  | Sants      |       | Arco de Triunfo | Tarrasa Manresa |
| Hospitalet                                                                                           | Sants      |       | Arco de Triunfo | Figueras Port-Bou                                                                                                   |
| 1. Regionales cadenciados con parada en todas las estaciones de la línea R3 hasta frontera francesa. |            |       |                 | |

## Autobuses
En la superficie tienen su cabecera varias líneas de autobuses diurnos y algunas líneas nocturnas (nitbús).

### Líneas diurnas con parada en laplaza de Cataluña
| Línea | <<                 | >>                           |
| ----- | ------------------ | ---------------------------- |
| H16   | Fórum              | Paseo Zona Franca            |
| V15   | Barceloneta        | Valle de Hebrón              |
| V13   | Pla de Palau       | Avenida del Tibidabo         |
| 22    | terminal           | Carretera de Esplugas        |
| 24    | Paralelo           | Carmelo                      |
| 41    | terminal           | Plaza Francesc Macià         |
| 42    | terminal           | Santa Coloma                 |
| 47    | terminal           | Canyelles                    |
| 55    | Parque de Montjuic | Pl. Catalana                 |
| 62    | terminal           | Ciudad Meridiana             |
| 66    | terminal           | Sarriá                       |
| 67    | terminal           | Cornellá                     |
| 68    | terminal           | Cornellá                     |
| 91    | La Rambla          | La Bordeta                   |
| L94   | terminal           | Castelldefels Playa          |
| L95   | terminal           | Castelldefels (Avenida Poal) |

### Nitbús con parada en laplaza de Cataluña
| Línea | <<                             | >>                                                                              |
| ----- | ------------------------------ | ------------------------------------------------------------------------------- |
| N1    | Roquetes (Aiguablava)          | Zona Franca (Mercabarna)                                                        |
| N2    | Badalona (Vía Augusta)         | Hospitalet de Llobregat (Av. Carrilet)                                          |
| N3    | Moncada y Reixach (Pl. España) | Collblanc (Torre Melina)                                                        |
| N4    | Carmel (Gran Vista)            | Vía Favencia                                                                    |
| N5    | terminal                       | Carmelo (Gran Vista)                                                            |
| N6    | Roquetes (Mina de la Ciudad)   | Santa Coloma de Gramanet (Oliveres)                                             |
| N7    | Pl. Pedralbes                  | Pl. Levante (Fórum)                                                             |
| N8    | Can Caralleu                   | Santa Coloma de Gramanet (Can Franquesa)                                        |
| N9    | Pl. Portal de la Pau           | Tiana (Edith Llaurador)                                                         |
| N11   | terminal                       | Badalona (Hospital Can Ruti)                                                    |
| N12   | Pl. Portal de la Pau           | San Felíu de Llobregat (La Salud)                                               |
| N13   | terminal                       | San Baudilio de Llobregat (Ciudad Cooperativa)                                  |
| N14   | terminal                       | Castelldefels (Centro de la ciudad)                                             |
| N15   | Pl. Portal de la Pau           | San Juan Despí (Torreblanca)                                                    |
| N16   | terminal                       | Castelldefels (Bellamar)                                                        |
| N17   | terminal                       | El Prat de Llobregat (Aeropuerto)                                               |
| N30   | terminal                       | Villanueva y Geltrú - Villafranca del Penedés                                   |
| N31   | terminal                       | Villanueva y Geltrú - Cubellas - Villafranca del Penedés                        |
| N32   | terminal                       | Villanueva y Geltrú                                                             |
| N40   | terminal                       | Villafranca del Penedés                                                         |
| N50   | terminal                       | Martorell                                                                       |
| N51   | terminal                       | Esparraguera                                                                    |
| N60   | terminal                       | Tarrasa - Vacarisas                                                             |
| N61   | terminal                       | San Cugat del Vallés - Rubí                                                     |
| N62   | terminal                       | Sardañola del Vallés - Universidad Autónoma de Barcelona - San Cugat del Vallés |
| N63   | terminal                       | Sabadell - Matadepera                                                           |
| N64   | terminal                       | Sabadell                                                                        |
| N65   | terminal                       | Sabadell - Castellar del Vallés                                                 |
| N70   | terminal                       | Caldas de Montbuy                                                               |
| N71   | terminal                       | Granollers                                                                      |
| N72   | terminal                       | La Garriga                                                                      |
| N73   | terminal                       | San Celoni                                                                      |
| N80   | terminal                       | Mataró                                                                          |
| N81   | terminal                       | San Ginés de Vilasar                                                            |
| N82   | terminal                       | Mataró - Pineda de Mar                                                          |